# Staat und Gesellschaft
Die Begriffe Staat und Gesellschaft bezeichnen eine spezifische Ordnungsstruktur moderner Staatlichkeit: Staat verweist dabei auf die hoheitliche und verfassungsrechtlich begrenzte Herrschaftsgewalt über ein bestimmtes Territorium und eine bestimmte Bevölkerung. Gesellschaft dagegen bezeichnet das Spektrum zwischenmenschlichen Zusammenwirkens in Politik, Wirtschaft und Kultur in seinem ganzen Pluralismus. Insofern geht es um das Spannungsverhältnis zwischen staatlicher Herrschaft und gesellschaftlicher Freiheit, wobei sich diese jenseits und unabhängig von jener bildet, gleichwohl aber von ihr ermöglicht und geschützt wird.

## Geschichte
Dem in unterschiedlichen wissenschaftlichen Disziplinen beheimateten Begriffspaar Staat und Gesellschaft liegt auf der Ebene des Rechts die für die Grundstruktur der antiken und modernen westlichen Zivilisation seit dem römischen Recht charakteristische Trennung zweier Rechtsbereiche, dem des Privatrechts (röm. ius privatum) und dem des öffentlichen Rechts (röm. ius publicum) zugrunde. Das Privatrecht regelt die Beziehungen zwischen freien und gleichen Bürgern, seine Grundprinzipien sind Privatautonomie, Eigentum und Vertrag. Diese Beziehungen sind die zwischen formell gleichen Bürgern, die sich „auf Augenhöhe“ begegnen und per Konsens vertragliche Verpflichtungen eingehen. Die Grundprinzipien von Eigentum, Freiheit, Vertrag und Konsens bilden die Grundprinzipien des freien Markts und der (bürgerlichen) Gesellschaft. Sie können aber nur von einem Staat mithilfe seines Gewaltmonopols zuverlässig in gleicher Weise für alle garantiert und durchgesetzt werden.
Die privatautonome Gestaltungsfreiheit ist dabei nicht grenzenlos, ihre Existenz wird jedoch als der instrumentelle Teil der freien Entfaltung der Persönlichkeit nach Art. 2 Abs. 1 GG verfassungsrechtlich gewährleistet und wirkt sich auf das Verhältnis von Staat und Gesellschaft aus.
Das öffentliche Recht bildet die Basis des durch ein zentrales Gewaltmonopol, Gebiets- und Personalhoheit definierten Staates, Staatsrecht und Staatsorganisationsrecht sind Teile des öffentlichen Rechts, ebenso wie Steuer- und Verwaltungsrecht.
Der scheinbare Widerspruch beider Grundprinzipien wird durch demokratisch-rechtsstaatliche Verfassungen so vermittelt, dass die freien Bürger selbst zu (partiellen) souveränen Herrschern gemacht werden, die sich über demokratische Prozesse – entweder direkt oder über gewählte Repräsentanten – regieren (Volkssouveränität). Dies konstituiert Politik als Selbstverwaltung freier Bürger mithilfe demokratisch legitimierter öffentlicher Autorität. Hierdurch entsteht eine wechselseitige Durchdringung von Staat und Gesellschaft, ohne jedoch die Trennung und die unterschiedlichen, einander scheinbar widersprechenden Handlungslogiken beider Rechtsbereiche (Konsens vs. Befehl) aufzuheben, die Definitionsmerkmal von Politik bleibt. 
Staatliche Macht wird in solchen Verfassungen auf dreierlei Weise eingeschränkt und kontrolliert. Erstens durch das Privatrecht, das eine fundamentale Dezentralisierung staatlicher Souveränität darstellt: im Rahmen der Privatautonomie ist jeder Eigentümer uneingeschränkter Souverän über den Bereich seines Eigentums und kann alle anderen von jeder Verfügung darüber ausschließen (§ 903 BGB). Zweitens durch das Prinzip der (horizontalen) Gewaltenteilung in die drei voneinander funktional getrennten Zweige der Staatsgewalt: Exekutive (mit Aufteilung auf verschiedene Exekutivzweige: Regierung, öffentliche Verwaltung, Polizei, Militär etc.), Legislative (Parlament) und Judikative (Gerichte, einschließlich der Verfassungsgerichtsbarkeit), an deren Entscheidungen auch der Staat gebunden ist (Rechtsstaatsprinzip). Drittens durch das Prinzip des Föderalismus oder Bundesstaatsprinzip, das auch als vertikale bzw. föderative Gewaltenteilung zwischen Bund und Einzelstaaten bezeichnet werden kann. Hierbei wird das staatliche Gewaltmonopol wie schon durch das Privatrecht fundamental geteilt, dezentralisiert und damit geschwächt, indem unterschiedliche, voneinander weitgehend unabhängige Regierungsebenen geschaffen werden, die unabhängig voneinander demokratische Gesetzgebung vollziehen können. In der Bundesrepublik Deutschland sind dies die Bundes-, Länder- und Gemeinderegierungen, denen jeweils eigene Wahlen und eigene Gesetzgebungskompetenzen entsprechen. 
Die klare Unterscheidung von öffentlichem und privatem Recht wird auch dadurch erschwert, dass der Staat zwar prinzipiell öffentlich-rechtliches Rechtssubjekt ist, aber in manchen Bereichen auch als privatrechtliches Rechtssubjekt auftreten kann. So tritt er als Erheber von Steuern als öffentlich-rechtliches, als Emittent von Staatsanleihen oder als Betreiber öffentlicher Einrichtungen auch als privates Rechtssubjekt auf, das sich dem Vertragsrecht unterwirft. Der Staat bleibt damit zwar Staat, tritt aber daneben auch als gleichberechtigtes Mitglied der (bürgerlichen) Gesellschaft auf, der per Konsens Verträge schließt und sich an diese auch halten muss.

## Die einzelnen Ansichten
Ein von Horst Ehmke vorgebrachter Einwand gegen eine Unterscheidung von Staat und Gesellschaft baut darauf auf, dass die Gesellschaft als Verband pragmatisch gesehen den Staat ausmacht, es handele sich also bei Staat und Gesellschaft um denselben Verband. Es wäre so gesehen von wenig Sinn, von einer Intervention des Staates in die Wirtschaft, welche als Teil oder „Herzstück“ der Gesellschaft gesehen wird, zu sprechen. Da alle, die dem Staat angehörten, auch irgendwie in der Wirtschaft stünden, dann gleichsam in sich selbst intervenieren würden. Ehmke will daher diese Begriffe überwinden und im Anschluss an amerikanisches Staatsdenken von den Begriffen „civil society“ und „government“ ausgehen.
Konrad Hesse fragt daran anschließend kritisch an, welche Bedeutung die Unterscheidung von Staat und Gesellschaft hat; denn ohne eine konkrete und differenzierte Zuordnung, was dem Staat und was der Gesellschaft zuzuordnen wäre, hätte die Unterscheidung von Staat und Gesellschaft nicht mehr als Nicht-Identität zum Inhalt. Allerdings differenziert auch Hesse zwischen Staat und Gesellschaft.
Josef Isensee hält hingegen die Unterscheidung von Staat und Gesellschaft nach wie vor für sinnvoll und bringt als verfassungsrechtliche Scheide- und Grenzlinie das Subsidiaritätsprinzip an, das er für einen Grundsatz des deutschen Verfassungsrechts hält. Das Grundgesetz für die Bundesrepublik Deutschland habe eine Ordnungsentscheidung getroffen, die die Subsidiarität des Staates gegenüber den gesellschaftlichen Kräften vorsieht. Demzufolge ist es immer noch nötig, begrifflich zwischen Staat und Gesellschaft zu unterscheiden.
Auch Ernst-Wolfgang Böckenförde tritt nachdrücklich für eine begriffliche Unterscheidung von Staat und Gesellschaft ein. Das Individuum als Teil der Gesellschaft stehe nach dem Grundgesetz einem Staat gegenüber, vor dem es zu schützen und daher auch zu unterscheiden sei. Er bezeichnet die Unterscheidung von Staat und Gesellschaft als Bedingung individueller Freiheit. Dies setze voraus, dass Staat und Gesellschaft sich nicht beliebig gegenseitig durchdringen dürfen.